# 福山象三
福山 象三（ふくやま しょうぞう、1929年2月3日 - 1996年10月2日）は、日本の俳優、演出家。本名及び別名義は福山 博寿（1954年から1966年頃まで使用）。別名義は福山 升三（1986年から1995年頃まで使用）、日本俳優連合理事。

## 来歴・人物
鹿児島県出身。関西工業専門学校（後の関西大学工学部）卒業。生前は松竹芸能、東京アーチストプロを経て、芸峰制作、中里事務所に所属していた。
NHK大阪放送劇団出身。
数々の刑事ドラマ、時代劇、特撮作品で、主に悪役を演じた。
特技は剣道。
1996年10月2日4時13分、胸腹部大動脈瘤破裂のため、死去。67歳没。

## 出演作品

### テレビドラマ
- 宇宙Gメン 第4話「レダ5号不時着す」、第5話「複写人間」（1963年、NTV / 日本電波映画） - ボロス司令
- ライオン奥様劇場（CX）
  - 愛の海溝（1964年）
  - 妻の座（1966年）
- 大河ドラマ（NHK）
  - 太閤記（1965年） - 筒井順慶
  - 竜馬がゆく（1968年） - 土器徳
  - 元禄太平記（1975年） - 河内屋太兵衛
  - 峠の群像（1982年） - 佐野屋太助
  - 徳川家康（1983年） - 前田玄以
  - 山河燃ゆ（1984年） - 佐川
  - 太平記（1991年） - 殿上人
- 近鉄金曜劇場 / 岡田茉莉子シリーズ バナナの皮（1965年、ABC）
- 新撰組血風録 第8話「長州の間者」（1965年、NET）
- 日産スター劇場 / 天下の勝負師（1965年、NTV）
- われら九人の戦鬼（1966年、NET）
- 特別機動捜査隊　第274話「ある煙突地帯」（1967年）-伏見
- 三匹の侍 第5シリーズ 第9話「鶴之助参る」（1967年、CX）
- テレビ映画 / 日高川（1967年、TBS）
- 待っていた用心棒 第2話「町の中の野火」（1968年、NET）
- とぼけた奴ら 第25話「雪だるまが口笛を吹く」（1968年、NET）
- アゴン（1968年、CX / 日本電波映画） - 黒田
- アイウエオ 第51話 - 第53話（1968年、NHK）
- 五人の野武士 第13話「赤い砦の狼」（1968年、NTV）
- 37階の男 第20話「憂鬱なペンダント」（1968年、NTV）
- 次郎長三国志 第7話「遠州森の石松」（1968年、NET）
- 契りきな（1969年、NET）
- 無用ノ介 第3話「吹雪が無用ノ介の肩で舞う」（1969年、NTV）
- 炎の青春 第8話「飛べ飛べ シャボン玉」（1969年、NTV）
- 用心棒シリーズ 俺は用心棒 第14話「青葉の中の娘」
- バンパイヤ 第16話「人間狩り」（1969年、CX / 虫プロ商事）
- キイハンター（1969年）
  - 第75話「悪魔を呼ぶ女」(1969年)
  - 第83話「霊柩車に乗った新婚旅行」(1969年)
  - 第243話「情無用! 人殺しの神様」（1972年） - ラル局長
- 女殺し屋 花笠お竜（12ch）
  - 第1話「殺し屋が宿場にやってくる」（1969年）
  - 第20話「宿場に咲いた母恋しぐれ」（1970年）
- 五番目の刑事 第20話「爪をとぐ狼」（1970年、NET）
- 天を斬る 第18話「暁の脱出」（1970年、NET）
- 鬼平犯科帳 第1シリーズ
  - 第26話「井筒屋おもん」（1970年、NET） - 松蔵
  - 第44話「おみよは見た」（1970年、NET） - 大島の治兵衛
- 大江戸捜査網（12ch→TX）
  - 第6話「火の海からの脱出」（1970年）
  - 第55話「月夜に消えた女」（1972年） - むささびの伝八
  - 第64話「花火の夜に狂った女」（1972年） - 江戸屋
  - 第74話「虹をつかむ男」（1972年） - 備前屋
  - 第101話「怒りを込めた殴り込み」（1973年） - 大和田の喜三郎
  - 第106話「仕掛けられた身代金」（1973年） - 鬼薊の重吉
  - 第124話「みなごろし長屋騒動」（1974年） - 花川の黒兵衛
  - 第134話「夢に賭けた大泥棒」（1973年） - 大蛇の紋十郎
  - 第169話「血塗られた黄金の罠」（1974年） - 黒松の権蔵
  - 第196話「殺しの招待状」（1975年） - 徳造
  - 第281話「雨の朝江戸に死す」（1977年） - 溝池の軍次
  - 第306話「懐剣返上! 涙の対決」（1977年） - 辰造
  - 第325話「笹笛に泣く女の悲哀」（1978年） - 角政の清右衛門
  - 第361話「白洲に咲いた母子草」（1978年） - 水神の辰造
  - 第393話「宿無し少年と女掏摸」（1979年） - 茂十
  - 第430話「刺青芸者 皆殺しの謎」（1980年） - 市兵衛
  - 第500話「涙で稼ぐ盗賊の娘」（1981年） - 叶屋
  - 第535話「おんな唐人拳 望郷の孤児」（1982年） - 大国屋
  - 第569話「乱れからくり偽美術品の罠」（1982年） - 道慶
  - 第606話「哀愁別れ唄 さざんかの宿」（1983年）
  - 第615話「新隠密登場! つばくろの茜」（1983年） - 土佐屋
  - 新 大江戸捜査網 第13話「花と嵐と鉄拳一家」（1984年） - 重兵衛
- 柳生十兵衛 第25話「うらなり武士道」（1971年、CX） - 飯田勘兵衛
- 大忠臣蔵 第36話「若き義士の母二人」（1971年、NET）
- おらんだ左近事件帖 第2話「尾張から来た男」（1971年、CX） - 五兵衛
- 火曜日の女シリーズ / 喪服の訪問者（1971年、NTV）
- 荒野の素浪人 第1シリーズ（1972年、NET）
  - 第3話「必殺 帰らざる街道」
  - 第44話「潜入 魔の樹海」
- 銭形平次（CX） ※大川橋蔵版
  - 第300話「島破り」（1972年）
  - 第382話「海なりが牙をとぐ」（1973年） - 阿久津の駒蔵
  - 第416話「死神が子を招く」（1974年） - 茨木屋弥五郎
  - 第484話「消えた流人船」（1975年） - 勝山の音五郎
  - 第616話「旗本襲撃」（1978年） - 観音の長兵ヱ
  - 第704話「もう一つの過去」（1980年）
- 弥次喜多隠密道中 第16話「二人の無宿者（宮）」（1972年、NTV）
- 一心太助 第19話「昔より女ならでは」（1972年、CX） - 権三
- 遠山の金さん捕物帳（NET）
  - 第77話「人形にされた女」（1971年） - 辰
  - 第103話「噂を売る男」（1972年）- 福蔵
  - 第163話「幼なじみを愛した女」（1973年）
- 世なおし奉行 第9話「一網打尽」（1972年、NET）
- ワイルド7 第1話「復讐のヘアピン.サーカス」（1972年、NTV / 国際放映） - 警察署長
- おんな組アクション控 第7話「のぞきはダメよ」（1972年、12ch）
- 地獄の辰捕物控 第6話「牡丹の花が闇に咲く」（1972年、NET） - 猫目の弥之助
- ウルトラマンA 第36話「この超獣10,000ホーン?」（1972年、TBS / 円谷プロ） - 自動車整備工
- 泣くな青春 第14話「10年目の対決」（1973年、CX）
- 魔人ハンター ミツルギ 第4話「黄金妖怪カネクジラの魔力!」（1973年、CX / 国際放映） - 後藤正三郎
- ジキルとハイド 第9話「天使の仮面」（1973年、CX）
- プレイガールシリーズ（12ch / 東映）
  - プレイガール
    - 第211話「亭主の殺し方教えます」（1973年） - 新谷賢章
    - 第239話「裸女深海の決闘」（1973年） - 中端
    - 第245話「島育ちはだか仁義」（1973年） - 大庭
    - 第271話「浴槽の全裸死美人」（1974年） - 黒山良造

  - プレイガールQ
    - 第1話「命知らずの牝猫たち」（1974年）
    - 第12話「女の敵は女」（1974年） - 引田部長
- ジャンボーグA 第20話「ポンコツ自動車の大反乱!」（1973年、MBS / 円谷プロ） - 社長
- ロボット刑事 第15話「標的は原子番号79?!」、第16話「バドーから奪え!!」（1973年、CX / 東映） - 赤松社長
- 剣客商売 第20話「男まさり」（1973年、CX） - 蝮の六蔵
- 荒野の用心棒 第18話「黒い陰謀は波涛を越えて…」（1973年、NET / 三船プロ） - 仁左衛門
- 素浪人 天下太平 第20話「からすなぜなく遠い空」（1973年、NET） - 熊五郎
- 特別機動捜査隊（NET / 東映）
  - 第615話「下町の灯」（1973年）
  - 第698話「欲望という河」（1975年）
- 水滸伝 第2話「蒼州の熱風」（1973年、NTV / 国際放映） - 鄭関西
- 科学捜査官 第10話「執拗の炎を消せ!」（1973年、KTV / 松竹） - 森谷
- 花王 愛の劇場（TBS）
  - 放浪記（1974年）
  - 黒革の手帖（1984年） - 権堂
- ダイヤモンド・アイ 第15話「魔の穴!! ヒトデツボの猛撃」（1974年、NET / 東宝） - 百田孝行（ヒトデツボ）
- いただき勘兵衛 旅を行く 第19話「空屋に花が咲いたとさ」（1974年、NET） - 不動の栄五郎
- 非情のライセンス（NET→ANB / 東映）
  - 第1シリーズ 第47話「兇悪の顔」（1974年） - 江戸川
  - 第3シリーズ 第9話「兇悪の化粧・総選挙殺人事件」（1980年）
- 白い牙 第2話「東京無宿・有光洋介」（1974年、NTV / 大映テレビ）
- 太陽にほえろ!（NTV / 東宝）
  - 第93話「真実の詩」（1974年） - 新井兄弟の知人
  - 第399話「廃墟の決闘」、第400話「スコッチ・イン・沖縄」（1980年） - 金城刑事（沖縄県警）
  - 第422話「令子、俺を思い出せ!!」（1980年） - 柳田社長
  - 第466話「ひとりぼっちの死」（1981年） - 島山道夫
  - 第581話「逃げない男」（1983年） - 神本尚吾
  - 第666話「父親ブルース」（1985年） - 志賀（響組組長）
- ザ・ボディガード（1974年、NET / 東映）
  - 第13話「裁かれる愛」
  - 第23話「対決・死闘拳」
- 大盗賊 第7話「忠治を罠にかけろ!」（1974年、CX）
- 破れ傘刀舟悪人狩り（NET）
  - 第3話「八州狼狩り」（1974年） - 藤造
  - 第81話「振袖の熱い涙」（1976年） - 忠兵衛
- 運命峠 第7話「仇討ち兄妹」（1974年、KTV） - 結城主膳
- ご存じ金さん捕物帳 第15話「罪と情けの重ね底」（1975年、NET）
- 刑事くん 第3部 第21話「小さなプレゼント」（1975年、TBS）
- 正義のシンボル コンドールマン 第1話「コンドールマン誕生」、第2話「吸血モンスターの恐怖」（1975年、NET / 東映） - デイヴ百貫 / バーベQの声 ※第1話はノンクレジット
- 鬼平犯科帳 第26話「密偵たちの宴」（1975年、NET） ※丹波哲郎版　- 鏡の仙十郎
- 伝七捕物帳 第73話「母恋い怨み花」（1975年、NTV） - 木曽屋
- 十手無用 九丁堀事件帖 第14話「恋に咲く花 唐津湾」（1976年、NTV）
- 青春の門 第一部 第4話 - 第6話（1976年、MBS）
- 新宿警察 第24話「青い目の傷痕」（1976年、CX）
- 愛のサスペンス劇場 / 愛が見えますか…（1976年、NTV）
- あかんたれ 第24話（1976年、THK）
- 新・座頭市 第1シリーズ 第24話「大利根の春はゆく」（1977年、CX）
- 金曜ドラマ / 光る崖 第11話（1977年、TBS）
- ご存知!女ねずみ小僧 第16話「浮世絵 海を渡る」（1977年、CX） - 仙蔵
- 新五捕物帳（NTV）
  - 第8話「蛇の道は蛇?」（1977年）
  - 第65話「あした幸せなら」（1979年） - 新堀の元締
- 江戸の鷹 御用部屋犯科帖 第9話「女地獄! 魔の尼寺」（1978年、ANB）
- 水戸黄門（TBS）
  - 第9部 第5話「黄門様のそっくりさん -仙台-」（1978年） - 船乗りの藤蔵
  - 第10部 第20話「名工二代志野茶碗 -多治見-」（1979年） - 鬼塚の岩五郎
  - 第11部 第11話「父子つないだ頑固そば ‐盛岡-」（1980年） - 仁王の重蔵
  - 第12部
    - 第3話「黄門様の盗っ人仁義 ‐府中‐」（1981年） - 六蔵
    - 第20話「悲願叶えた糸車 -峰山-」（1982年） - 大野の松五郎

  - 第13部 第3話「鬼が棲んでる天下の嶮 -箱根-」（1982年） - 叶屋平十
  - 第14部
    - 第21話「鬼が棲んでた地獄島 -佐渡-」（1984年） - 赤泊の茂蔵
    - 第34話「葵を盗んだドジな奴 -赤穂‐」（1984年） - 勘造

  - 第16部
    - 第4話「助さん身代り親孝行 -沼津-」（1986年） - 浅間の六蔵
    - 第24話「母恋し涙の角兵衛獅子 -新発田-」（1986年） - 吹雪の友造

  - 第18部
    - 第5話「恐怖の釣り天井 -宇都宮-」（1988年） - 二荒の勝造
    - 第18話「怨みの仮装舞踏会 -長崎-」（1989年） - 藤五郎

  - 第20部
    - 第5話「鰻が祟った幽霊旅籠 -浜松-」（1990年） - 毘沙門の藤蔵
    - 第21話「奸計暴いた娘の忠義 -人吉-」（1991年） - 蝮の丑寅
    - 第38話「呑ん兵衛医者の秘密 -酒田-」（1991年） - 鉄五郎

  - 第21部
    - 第7話「目ざす敵は瓜ふたつ -津和野-」（1992年） - 岩見の虎蔵
    - 第23話「母の秘密は卍の入れ墨 -敦賀-」（1992年） - 明神の九郎次
    - 第30話「帰らぬ夫は凶状持ち -行田-」（1992年） - 五郎蔵

  - 第22部
    - 第6話「嘘で悟った女房の真心 -浜松-」（1993年） - 夜叉丸
    - 第14話「悪を懲らした姫だるま -松山-」（1993年） - 轡屋権造
    - 第32話「会津名物夫婦下駄 -会津-」（1993年） - 梵天の滝蔵

  - 第23部
    - 第5話「涙でついた母の嘘 -追分-」（1994年） - 権蔵
    - 第21話「津和野銘菓は恋の味 -津和野-」（1994年） - 鳴神大五郎
    - 第36話「迷子になった黄門様 -岐阜-」（1995年） - 鬼夜叉の繁蔵

  - 第24部
    - 第19話「悪を糺した瀬戸の花嫁 -広島-」（1996年） - 聖天の金八
    - 第26話「女地獄の大掃除 -韮崎-」（1996年） - 大岩の勝五郎
- 桃太郎侍（NTV）
  - 第73話「十手と恋と初手柄」（1978年） - 宇三郎
  - 第122話「奉公人はつらいよ」（1979年） - 近江屋の一番番頭
- 白い巨塔（1978年、CX） - 佐々木商店の得意先
  - 第23話
  - 第24話
  - 第29話
- 土曜ワイド劇場（ANB）
  - 女弁護士 朝吹里矢子 第2作「天使の証言」（1978年） - 谷口健策
  - 目撃証言を頼んだ女（1991年）
- 破れ新九郎 第19話「無惨、狙われた百姓妻」（1979年、ANB） - 市村
- 疾風同心 第24話「恐怖の目撃者」（1979年、12ch） - 竜門の大蔵
- 同心部屋御用帳 江戸の旋風IV 第12話「弁天様と石地蔵」（1979年、CX）
- 江戸を斬る（TBS）
  - 江戸を斬るIV 第18話「俺らの父は岡つ引き」（1979年） - 甚五郎
  - 江戸を斬るV 第15話「唐人形浮世絵地獄」（1980年） - 駒造
  - 江戸を斬るVII（1987年）
    - 第6話「桃の節句の鬼退治」 - 都鳥の藤五郎
    - 第17話「闇を走る暗殺集団」 - 箱崎屋藤造

  - 江戸を斬るVIII（1994年）
    - 第4話「恋人を殺された女」 - 黒門屋島蔵
    - 第16話「幼馴染が悪の手先」 - 般若の虎五郎
    - 第24話「贋金の夢を見た」 - 岩鼻の源造
- 遠山の金さん 第2シリーズ 第22話「いれずみ無情」（1979年、ANB） - 俵屋
- 雲霧仁左衛門 第10話「卍どもえ! 色と盗みのテクニック」（1979年、KTV）
- 特捜最前線（ANB / 東映）
  - 第129話「非情の街・ピエロと呼ばれた男!」（1979年）
  - 第491話「天使を乗せた紙ヒコーキ!」（1986年）
- 熱中時代・刑事編 第21話「熱中刑事タヌキ狩り」（1979年、NTV） - 大島巡査
- 花王名人劇場 / 活動屋ばんざい（1979年、KTV）
- 江戸の牙 第25話「瓦版 醜聞を追え!」（1980年、ANB / 三船プロ）
- 長七郎天下ご免!（ANB / 東映）
  - 第21話「初売り! 命を的のかわら版」（1980年） - 大西屋金造
  - 第53話「かりそめの花嫁衣裳」（1980年） - 安宅屋惣右衛門
  - 第72話「父二人 江戸のつむじ風」（1981年） - 天城屋宗次郎
  - 第90話「参上! 薪割り剣法」（1981年） - 川北屋清兵衛
- 雪姫隠密道中記 第4話「女の意地の博多織 -福岡-」（1980年、MBS） - 五郎蔵
- 暴れん坊将軍シリーズ（ANB）
  - 吉宗評判記 暴れん坊将軍
    - 第105話「止めろ! 天下御免の暴走車」（1980年） - 大島瀬左衛門
    - 第171話「裏切者に熱き涙を」（1981年） - 河内屋仁兵衛
    - 第200話「泣き笑い大江戸三人娘」（1982年） - 千成屋東兵衛

  - 暴れん坊将軍II
    - 第49話「血涙! 享保の巌窟王」（1984年） - 西海屋儀兵衛
    - 第114話「花の吉原 人質新さん!」（1985年） - 本多山城守
    - 第149話「罠にはまったカッポレ娘!」（1986年） - 山城屋久兵衛

  - 暴れん坊将軍III 第52話「め組に届けられた赤ん坊」（1989年） - 大和屋利兵衛
  - 暴れん坊将軍IV
    - 第19話「夢を撃った六連発!」（1991年） - 近江屋勘十
    - 第52話「剣鬼が走る! 江戸の闇」（1992年） - 千成屋蟹造

  - 暴れん坊将軍V
    - 第6話「助っ人新さん、お役者仁義!」（1993年） - 石見屋万蔵
    - 第20話「悪人志願の娘」（1993年） - 樽屋甲兵衛
    - 第33話「鳶口一本、炎の男道!」（1994年） - 駿河屋善兵衛

  - 暴れん坊将軍VI
    - 第12話「人情落語長屋」（1995年） - 湊屋五平
    - 第29話「悲恋を斬る武士道」（1995年） - 渡海屋宗兵衛
- ミラクルガール 第11話「復讐は女の匂い」（1980年、12ch / 東映） - 中丸建設社長・中丸栄三
- 旅がらす事件帖 第12話「風が呼ぶ佐渡路の宝」（1980年、KTV）
- 江戸の朝焼け 第15話「風流深川おんな狐」（1980年、CX）
- ザ・ハングマンシリーズ（ABC / 松竹芸能）
  - ザ・ハングマン
    - 第7話「亡者を呼ぶ金相場」（1980年） - 阿久津（金取引業者）
    - 第42話「リモコン・ヘリ 空爆処刑」（1981年） - 川辺（土建屋）

  - 新ハングマン 第12話「サラ金苦につけこむ吸血肩代わり屋」（1983年） - 矢島（旭星会）
  - ザ・ハングマンV 第19話「ニセ者ハングマンが現れた!」（1986年） - 古田勘一郎（古田産業社長）
  - ザ・ハングマン6 第3話「胃袋パンクまで水を飲ませろ!」（1987年） - 大谷（銀竜会組長）
- 女商一代 やらいでか!（1981年、THK） - 花駒
- 柳生あばれ旅 第19話「恐怖の花かんざし -桑名-」（1981年、ANB） - 水原帯刀
- 走れ!熱血刑事 第10話「友情の落し穴」（1981年、ANB / 勝プロ）
- 闇を斬れ 第4話「地獄の賄賂貸し」（1981年、KTV）
- 悪党狩り 第24話「仇討無情」（1981年、12ch） - 弥吉
- 鬼平犯科帳 第2シリーズ 第25話「密偵たちの宴」（1981年、ANB） ※萬屋錦之介版
- 幻之介世直し帖（NTV）
  - 第9話「女心を操る悪を斬れ」（1981年）
  - 第20話「ここが思案の敵討ち」（1982年）
- 影の軍団II 第9話「呪われた抱擁」（1981年、KTV） - 遠州屋嘉兵衛
- 文吾捕物帳 第9話「赤い殺意の女」（1981年、ANB）
- 大岡越前（TBS）
  - 第6部 第1話「大岡越前」（1982年） - 白山の五郎蔵
  - 第10部 第23話「臆病風を吹き飛ばせ!」（1988年） - 藤兵衛
- 噂の刑事トミーとマツ 第2シリーズ  第7話「トミマツふらふら! ジャズダンスに潜入」（1982年、TBS / 大映テレビ）
- 宇宙刑事ギャバン 第22話「黄金仮面と妹 太陽に向って走るヨット」（1982年、ANB / 東映） - 石黒幸造（クラゲダブラー人間態）
- 源九郎旅日記 葵の暴れん坊 第24話「地獄砦の用心棒」（1982年、ANB）
- 松平右近事件帳（NTV）
  - 第25話「人情破れ傘」（1982年） - 相州屋文蔵
  - 第34話「義賊と鳥追い」（1982年） - 淨海
- 暁に斬る! （KTV）
  - 第3話「晒された悪夢」（1982年）
  - 第19話「非情の町のこぼれ花」（1983年）
- 同心暁蘭之介 第45話「同心哀話」（1982年、CX）
- 婦警さんは魔女 第12話「大逆転! これが本当のハッピーエンド」（1983年、TBS / 大映テレビ）
- 遠山の金さん （ANB） ※高橋英樹版
  - 第45話「十年間寝られなかった男!」（1983年）
  - 第125話「恋の迷路・黒い疑惑の名人戦!」（1984年） - 重三郎
- 西部警察 PART-III（ANB / 石原プロ）
  - 第7話「"大将"がやってきた!」（1983年） - 密輸組織ボス
  - 第37話「さよならに接吻を-」（1984年） - 笠原組組長
  - 第52話「北帰行」（1984年） - 銀竜興業組長
- 新大型時代劇 / 真田太平記（1985年 - 1986年、NHK） - 北条氏政
- 誇りの報酬 第30話「濡れた舗道に咲いたバラ」（1986年、NTV / 東宝） - 古美術品収集家
- 銭形平次 SP1「初姿・投げ銭一番手柄」（1987年、NTV） ※風間杜夫版
- 必殺剣劇人 第4話「日照り続きで、ほこりが立たあ!」（1987年、ABC） - 荒熊の仙蔵
- あきれた刑事 第11話「桃色吐息」（1987年、NTV） - 山城組会長
- はぐれ刑事純情派 第1シリーズ 第9話「十七歳 非行少女の叫び」（1988年、ANB）
- 長七郎江戸日記 (NTV)
  - 第2シリーズ 第38話「天女が舞った夜」（1989年） - 三笠屋藤兵衛
  - 第3シリーズ
    - 第11話「傷」（1991年） - 近江屋仁平
    - 第19話「金十両が厄となる」（1991年） - 小松屋和兵衛
    - 第36話「鳴き砂」（1991年） - 嶋田屋利兵衛
- 乱歩賞作家サスペンス / 許された日々（1989年、KTV）
- 迎春ドラマスペシャル / 夫婦善哉（1990年、CX）
- 八百八町夢日記（NTV）
  - 第1シリーズ（1990年）
    - SP3「天保鬼ヶ島」 - 春木屋銀兵衛
    - 第34話「参上! 女目付」 - 筑前屋

  - 第2シリーズ
    - 第6話「筑前屋神様が憎い!」（1991年） - 藤兵衛
    - 第29話「見えぬ疫病神」（1992年） - 近江屋
- 将軍家光忍び旅（ANB）
  - 将軍家光忍び旅 第19話「家光が用心棒? 桑名の宿の仇討ち!」（1991年） - 国分屋亀五郎
  - 将軍家光忍び旅II 第10話「深夜の関所破り」（1992年） - 近江屋藤右衛門
- 月曜ドラマスペシャル / 株式会社徳川家康（1991年、TBS）
- 名奉行 遠山の金さん（ANB）
  - 第3シリーズ 第24話「闇の上納金! 遠山桜最後の勝負」（1991年） - 熊造
  - 第4シリーズ 第22話「蒸発した六人の娘」（1992年） - 賭場の隠居
  - 第5シリーズ 第27話「富くじ千両大からくり」（1993年） - 難波屋藤兵衛
- 幕府お耳役檜十三郎 第7話「秘密を盗んだ女」（1991年、TX）
- 春の時代劇スペシャル / 桃太郎侍 第1作「桃太郎侍 狙われた将軍の首」（1992年、ANB）
- ドラマ大型特別企画 / 社長が震えた日（1992年、TBS）
- 徳川無頼帳 第17話「十兵衛が泣いた! 昼顔の女」（1992年、TX）
- 銭形平次 第3シリーズ 第12話「不運の夜」（1993年、CX） ※北大路欣也版
- あばれ八州御用旅 第4シリーズ 第1話「男涙の大利根無情! 抜荷街道の謎を追え!」（1994年、TX） - 西国屋利左衛門
- 連続テレビ小説 / 春よ、来い 第一部（1995年、NHK）
- 水戸黄門外伝 かげろう忍法帖 第2話「鬼蜘蛛の恐怖 -上田-」（1995年） - 赤不動の岩五郎
- 憲法はまだか（1996年、NHK） - 小笠原三九郎 ※遺作

### 映画
- 士魂魔道 大龍巻（1964年、東宝）※福山博寿名義
- 若親分乗り込む（1966年、大映） - 井口
- 春日和（1967年、松竹） - 若山
- 東京市街戦（1967年、日活） - 崔
- ドレイ工場（1968年） - 沢野課長
- 金瓶梅（1968年、松竹） - 知県
- 網走番外地シリーズ（東映）
  - 新網走番外地 流人岬の血斗（1969年） - 岩間良吉
  - 新網走番外地 さいはての流れ者（1969年） - 大庭昇
  - 新網走番外地 吹雪の大脱走（1971年） - 小林
- 不良番長シリーズ（東映）
  - 不良番長 どぶ鼠作戦（1969年） - 金子
  - 不良番長 暴走バギー団（1970年） - 大熊
- 日本暴力団 組長と刺客（1969年、東映） - 金子利勝
- やくざの横顔（1970年、日活） - 早崎大次
- 任侠興亡史 組長と代貸（1970年、東映） - 松崎
- 捨て身のならず者（1970年、東映） - 笠井医師
- 戦争と人間 第一部 運命の序曲（1970年、日活） - 大塩巡査
- 未亡人ごろしの帝王（1971年、東映） - 亀山
- 暴力団再武装（1971年、東映） - 為さん
- ネオンくらげ（1973年、東映） - レインボーの客
- 色魔狼（1973年、東映） - 立石
- 鬼輪番（1974年、東宝） - 四海波徳兵衛
- ルバング島の奇跡 陸軍中野学校（1974年、東映） - 憲兵隊長
- ルパン三世 念力珍作戦（1974年、東宝） - 大下駄久六
- 続・人間革命（1976年、東宝） - 出席者
- 河内のオッサンの唄 よう来たのワレ（1976年、東映） - 難波基造
- 夢一族 ザ・らいばる（1979年、東映） - 銀行の部長
- 小説吉田学校（1983年、東宝）
- 女帝（1983年、にっかつ）

### 吹き替え
- ブラニガン - チャールズ・スワン警視長（リチャード・アッテンボロー）